# 王鍾渝
王鍾渝（1945年4月1日—），中華民國政治人物，中國國民黨籍，前中國鋼鐵公司董事長及前立法委員。

## 外部連結
- 王鍾渝委員 （页面存档备份，存于）